# Прицільного пункту тема (шахи)
Те́ма прицільного пункту — тема в шаховій композиції. Суть теми — в початковій позиції поле контролюється кількома чорними фігурами, в процесі гри одна з фігур іде на контрольоване поле, а інша або інші гублять над ним контроль, і білі оголошують з цього поля мат чорному королю із взяттям чорної тематичної фігури.

## Історія
Цю ідею запропонував у 1919 році німецький шаховий композитор Артур Клінке (1887—1942). Для вираження ідеї в задачі у початковій позиції дві чи більше чорні фігури контролюють певне тематичне поле. Білі для досягнення мети застосовують різноманітну стратегію: заманюють на тематичне поле одну з контролюючих чорних фігур, а інші фігури відволікаються чи виключаються білими, перекриваються чорними тощо, тим самим білі оволодівають тематичним полем і з нього на матуючому ході оголошують чорному королю мат із взяттям тематичної фігури. Ідея дістала назву — тема прицільного пункту.
|   | a | b | c | d | e | f | g | h |   |
| 8 | d8 чорна тура · e8 чорна тура · d7 чорний пішак · f7 біла тура · h7 чорний пішак · b6 чорний пішак · e6 чорний пішак · h5 чорний пішак · d4 чорний кінь · f4 білий слон · h4 чорний король · e3 білий пішак · g3 білий кінь · a2 білий ферзь · f2 білий кінь · b1 білий король | d8 чорна тура · e8 чорна тура · d7 чорний пішак · f7 біла тура · h7 чорний пішак · b6 чорний пішак · e6 чорний пішак · h5 чорний пішак · d4 чорний кінь · f4 білий слон · h4 чорний король · e3 білий пішак · g3 білий кінь · a2 білий ферзь · f2 білий кінь · b1 білий король | d8 чорна тура · e8 чорна тура · d7 чорний пішак · f7 біла тура · h7 чорний пішак · b6 чорний пішак · e6 чорний пішак · h5 чорний пішак · d4 чорний кінь · f4 білий слон · h4 чорний король · e3 білий пішак · g3 білий кінь · a2 білий ферзь · f2 білий кінь · b1 білий король | d8 чорна тура · e8 чорна тура · d7 чорний пішак · f7 біла тура · h7 чорний пішак · b6 чорний пішак · e6 чорний пішак · h5 чорний пішак · d4 чорний кінь · f4 білий слон · h4 чорний король · e3 білий пішак · g3 білий кінь · a2 білий ферзь · f2 білий кінь · b1 білий король | d8 чорна тура · e8 чорна тура · d7 чорний пішак · f7 біла тура · h7 чорний пішак · b6 чорний пішак · e6 чорний пішак · h5 чорний пішак · d4 чорний кінь · f4 білий слон · h4 чорний король · e3 білий пішак · g3 білий кінь · a2 білий ферзь · f2 білий кінь · b1 білий король | d8 чорна тура · e8 чорна тура · d7 чорний пішак · f7 біла тура · h7 чорний пішак · b6 чорний пішак · e6 чорний пішак · h5 чорний пішак · d4 чорний кінь · f4 білий слон · h4 чорний король · e3 білий пішак · g3 білий кінь · a2 білий ферзь · f2 білий кінь · b1 білий король | d8 чорна тура · e8 чорна тура · d7 чорний пішак · f7 біла тура · h7 чорний пішак · b6 чорний пішак · e6 чорний пішак · h5 чорний пішак · d4 чорний кінь · f4 білий слон · h4 чорний король · e3 білий пішак · g3 білий кінь · a2 білий ферзь · f2 білий кінь · b1 білий король | d8 чорна тура · e8 чорна тура · d7 чорний пішак · f7 біла тура · h7 чорний пішак · b6 чорний пішак · e6 чорний пішак · h5 чорний пішак · d4 чорний кінь · f4 білий слон · h4 чорний король · e3 білий пішак · g3 білий кінь · a2 білий ферзь · f2 білий кінь · b1 білий король | 8 |
| 7 | d8 чорна тура · e8 чорна тура · d7 чорний пішак · f7 біла тура · h7 чорний пішак · b6 чорний пішак · e6 чорний пішак · h5 чорний пішак · d4 чорний кінь · f4 білий слон · h4 чорний король · e3 білий пішак · g3 білий кінь · a2 білий ферзь · f2 білий кінь · b1 білий король | d8 чорна тура · e8 чорна тура · d7 чорний пішак · f7 біла тура · h7 чорний пішак · b6 чорний пішак · e6 чорний пішак · h5 чорний пішак · d4 чорний кінь · f4 білий слон · h4 чорний король · e3 білий пішак · g3 білий кінь · a2 білий ферзь · f2 білий кінь · b1 білий король | d8 чорна тура · e8 чорна тура · d7 чорний пішак · f7 біла тура · h7 чорний пішак · b6 чорний пішак · e6 чорний пішак · h5 чорний пішак · d4 чорний кінь · f4 білий слон · h4 чорний король · e3 білий пішак · g3 білий кінь · a2 білий ферзь · f2 білий кінь · b1 білий король | d8 чорна тура · e8 чорна тура · d7 чорний пішак · f7 біла тура · h7 чорний пішак · b6 чорний пішак · e6 чорний пішак · h5 чорний пішак · d4 чорний кінь · f4 білий слон · h4 чорний король · e3 білий пішак · g3 білий кінь · a2 білий ферзь · f2 білий кінь · b1 білий король | d8 чорна тура · e8 чорна тура · d7 чорний пішак · f7 біла тура · h7 чорний пішак · b6 чорний пішак · e6 чорний пішак · h5 чорний пішак · d4 чорний кінь · f4 білий слон · h4 чорний король · e3 білий пішак · g3 білий кінь · a2 білий ферзь · f2 білий кінь · b1 білий король | d8 чорна тура · e8 чорна тура · d7 чорний пішак · f7 біла тура · h7 чорний пішак · b6 чорний пішак · e6 чорний пішак · h5 чорний пішак · d4 чорний кінь · f4 білий слон · h4 чорний король · e3 білий пішак · g3 білий кінь · a2 білий ферзь · f2 білий кінь · b1 білий король | d8 чорна тура · e8 чорна тура · d7 чорний пішак · f7 біла тура · h7 чорний пішак · b6 чорний пішак · e6 чорний пішак · h5 чорний пішак · d4 чорний кінь · f4 білий слон · h4 чорний король · e3 білий пішак · g3 білий кінь · a2 білий ферзь · f2 білий кінь · b1 білий король | d8 чорна тура · e8 чорна тура · d7 чорний пішак · f7 біла тура · h7 чорний пішак · b6 чорний пішак · e6 чорний пішак · h5 чорний пішак · d4 чорний кінь · f4 білий слон · h4 чорний король · e3 білий пішак · g3 білий кінь · a2 білий ферзь · f2 білий кінь · b1 білий король | 7 |
| 6 | d8 чорна тура · e8 чорна тура · d7 чорний пішак · f7 біла тура · h7 чорний пішак · b6 чорний пішак · e6 чорний пішак · h5 чорний пішак · d4 чорний кінь · f4 білий слон · h4 чорний король · e3 білий пішак · g3 білий кінь · a2 білий ферзь · f2 білий кінь · b1 білий король | d8 чорна тура · e8 чорна тура · d7 чорний пішак · f7 біла тура · h7 чорний пішак · b6 чорний пішак · e6 чорний пішак · h5 чорний пішак · d4 чорний кінь · f4 білий слон · h4 чорний король · e3 білий пішак · g3 білий кінь · a2 білий ферзь · f2 білий кінь · b1 білий король | d8 чорна тура · e8 чорна тура · d7 чорний пішак · f7 біла тура · h7 чорний пішак · b6 чорний пішак · e6 чорний пішак · h5 чорний пішак · d4 чорний кінь · f4 білий слон · h4 чорний король · e3 білий пішак · g3 білий кінь · a2 білий ферзь · f2 білий кінь · b1 білий король | d8 чорна тура · e8 чорна тура · d7 чорний пішак · f7 біла тура · h7 чорний пішак · b6 чорний пішак · e6 чорний пішак · h5 чорний пішак · d4 чорний кінь · f4 білий слон · h4 чорний король · e3 білий пішак · g3 білий кінь · a2 білий ферзь · f2 білий кінь · b1 білий король | d8 чорна тура · e8 чорна тура · d7 чорний пішак · f7 біла тура · h7 чорний пішак · b6 чорний пішак · e6 чорний пішак · h5 чорний пішак · d4 чорний кінь · f4 білий слон · h4 чорний король · e3 білий пішак · g3 білий кінь · a2 білий ферзь · f2 білий кінь · b1 білий король | d8 чорна тура · e8 чорна тура · d7 чорний пішак · f7 біла тура · h7 чорний пішак · b6 чорний пішак · e6 чорний пішак · h5 чорний пішак · d4 чорний кінь · f4 білий слон · h4 чорний король · e3 білий пішак · g3 білий кінь · a2 білий ферзь · f2 білий кінь · b1 білий король | d8 чорна тура · e8 чорна тура · d7 чорний пішак · f7 біла тура · h7 чорний пішак · b6 чорний пішак · e6 чорний пішак · h5 чорний пішак · d4 чорний кінь · f4 білий слон · h4 чорний король · e3 білий пішак · g3 білий кінь · a2 білий ферзь · f2 білий кінь · b1 білий король | d8 чорна тура · e8 чорна тура · d7 чорний пішак · f7 біла тура · h7 чорний пішак · b6 чорний пішак · e6 чорний пішак · h5 чорний пішак · d4 чорний кінь · f4 білий слон · h4 чорний король · e3 білий пішак · g3 білий кінь · a2 білий ферзь · f2 білий кінь · b1 білий король | 6 |
| 5 | d8 чорна тура · e8 чорна тура · d7 чорний пішак · f7 біла тура · h7 чорний пішак · b6 чорний пішак · e6 чорний пішак · h5 чорний пішак · d4 чорний кінь · f4 білий слон · h4 чорний король · e3 білий пішак · g3 білий кінь · a2 білий ферзь · f2 білий кінь · b1 білий король | d8 чорна тура · e8 чорна тура · d7 чорний пішак · f7 біла тура · h7 чорний пішак · b6 чорний пішак · e6 чорний пішак · h5 чорний пішак · d4 чорний кінь · f4 білий слон · h4 чорний король · e3 білий пішак · g3 білий кінь · a2 білий ферзь · f2 білий кінь · b1 білий король | d8 чорна тура · e8 чорна тура · d7 чорний пішак · f7 біла тура · h7 чорний пішак · b6 чорний пішак · e6 чорний пішак · h5 чорний пішак · d4 чорний кінь · f4 білий слон · h4 чорний король · e3 білий пішак · g3 білий кінь · a2 білий ферзь · f2 білий кінь · b1 білий король | d8 чорна тура · e8 чорна тура · d7 чорний пішак · f7 біла тура · h7 чорний пішак · b6 чорний пішак · e6 чорний пішак · h5 чорний пішак · d4 чорний кінь · f4 білий слон · h4 чорний король · e3 білий пішак · g3 білий кінь · a2 білий ферзь · f2 білий кінь · b1 білий король | d8 чорна тура · e8 чорна тура · d7 чорний пішак · f7 біла тура · h7 чорний пішак · b6 чорний пішак · e6 чорний пішак · h5 чорний пішак · d4 чорний кінь · f4 білий слон · h4 чорний король · e3 білий пішак · g3 білий кінь · a2 білий ферзь · f2 білий кінь · b1 білий король | d8 чорна тура · e8 чорна тура · d7 чорний пішак · f7 біла тура · h7 чорний пішак · b6 чорний пішак · e6 чорний пішак · h5 чорний пішак · d4 чорний кінь · f4 білий слон · h4 чорний король · e3 білий пішак · g3 білий кінь · a2 білий ферзь · f2 білий кінь · b1 білий король | d8 чорна тура · e8 чорна тура · d7 чорний пішак · f7 біла тура · h7 чорний пішак · b6 чорний пішак · e6 чорний пішак · h5 чорний пішак · d4 чорний кінь · f4 білий слон · h4 чорний король · e3 білий пішак · g3 білий кінь · a2 білий ферзь · f2 білий кінь · b1 білий король | d8 чорна тура · e8 чорна тура · d7 чорний пішак · f7 біла тура · h7 чорний пішак · b6 чорний пішак · e6 чорний пішак · h5 чорний пішак · d4 чорний кінь · f4 білий слон · h4 чорний король · e3 білий пішак · g3 білий кінь · a2 білий ферзь · f2 білий кінь · b1 білий король | 5 |
| 4 | d8 чорна тура · e8 чорна тура · d7 чорний пішак · f7 біла тура · h7 чорний пішак · b6 чорний пішак · e6 чорний пішак · h5 чорний пішак · d4 чорний кінь · f4 білий слон · h4 чорний король · e3 білий пішак · g3 білий кінь · a2 білий ферзь · f2 білий кінь · b1 білий король | d8 чорна тура · e8 чорна тура · d7 чорний пішак · f7 біла тура · h7 чорний пішак · b6 чорний пішак · e6 чорний пішак · h5 чорний пішак · d4 чорний кінь · f4 білий слон · h4 чорний король · e3 білий пішак · g3 білий кінь · a2 білий ферзь · f2 білий кінь · b1 білий король | d8 чорна тура · e8 чорна тура · d7 чорний пішак · f7 біла тура · h7 чорний пішак · b6 чорний пішак · e6 чорний пішак · h5 чорний пішак · d4 чорний кінь · f4 білий слон · h4 чорний король · e3 білий пішак · g3 білий кінь · a2 білий ферзь · f2 білий кінь · b1 білий король | d8 чорна тура · e8 чорна тура · d7 чорний пішак · f7 біла тура · h7 чорний пішак · b6 чорний пішак · e6 чорний пішак · h5 чорний пішак · d4 чорний кінь · f4 білий слон · h4 чорний король · e3 білий пішак · g3 білий кінь · a2 білий ферзь · f2 білий кінь · b1 білий король | d8 чорна тура · e8 чорна тура · d7 чорний пішак · f7 біла тура · h7 чорний пішак · b6 чорний пішак · e6 чорний пішак · h5 чорний пішак · d4 чорний кінь · f4 білий слон · h4 чорний король · e3 білий пішак · g3 білий кінь · a2 білий ферзь · f2 білий кінь · b1 білий король | d8 чорна тура · e8 чорна тура · d7 чорний пішак · f7 біла тура · h7 чорний пішак · b6 чорний пішак · e6 чорний пішак · h5 чорний пішак · d4 чорний кінь · f4 білий слон · h4 чорний король · e3 білий пішак · g3 білий кінь · a2 білий ферзь · f2 білий кінь · b1 білий король | d8 чорна тура · e8 чорна тура · d7 чорний пішак · f7 біла тура · h7 чорний пішак · b6 чорний пішак · e6 чорний пішак · h5 чорний пішак · d4 чорний кінь · f4 білий слон · h4 чорний король · e3 білий пішак · g3 білий кінь · a2 білий ферзь · f2 білий кінь · b1 білий король | d8 чорна тура · e8 чорна тура · d7 чорний пішак · f7 біла тура · h7 чорний пішак · b6 чорний пішак · e6 чорний пішак · h5 чорний пішак · d4 чорний кінь · f4 білий слон · h4 чорний король · e3 білий пішак · g3 білий кінь · a2 білий ферзь · f2 білий кінь · b1 білий король | 4 |
| 3 | d8 чорна тура · e8 чорна тура · d7 чорний пішак · f7 біла тура · h7 чорний пішак · b6 чорний пішак · e6 чорний пішак · h5 чорний пішак · d4 чорний кінь · f4 білий слон · h4 чорний король · e3 білий пішак · g3 білий кінь · a2 білий ферзь · f2 білий кінь · b1 білий король | d8 чорна тура · e8 чорна тура · d7 чорний пішак · f7 біла тура · h7 чорний пішак · b6 чорний пішак · e6 чорний пішак · h5 чорний пішак · d4 чорний кінь · f4 білий слон · h4 чорний король · e3 білий пішак · g3 білий кінь · a2 білий ферзь · f2 білий кінь · b1 білий король | d8 чорна тура · e8 чорна тура · d7 чорний пішак · f7 біла тура · h7 чорний пішак · b6 чорний пішак · e6 чорний пішак · h5 чорний пішак · d4 чорний кінь · f4 білий слон · h4 чорний король · e3 білий пішак · g3 білий кінь · a2 білий ферзь · f2 білий кінь · b1 білий король | d8 чорна тура · e8 чорна тура · d7 чорний пішак · f7 біла тура · h7 чорний пішак · b6 чорний пішак · e6 чорний пішак · h5 чорний пішак · d4 чорний кінь · f4 білий слон · h4 чорний король · e3 білий пішак · g3 білий кінь · a2 білий ферзь · f2 білий кінь · b1 білий король | d8 чорна тура · e8 чорна тура · d7 чорний пішак · f7 біла тура · h7 чорний пішак · b6 чорний пішак · e6 чорний пішак · h5 чорний пішак · d4 чорний кінь · f4 білий слон · h4 чорний король · e3 білий пішак · g3 білий кінь · a2 білий ферзь · f2 білий кінь · b1 білий король | d8 чорна тура · e8 чорна тура · d7 чорний пішак · f7 біла тура · h7 чорний пішак · b6 чорний пішак · e6 чорний пішак · h5 чорний пішак · d4 чорний кінь · f4 білий слон · h4 чорний король · e3 білий пішак · g3 білий кінь · a2 білий ферзь · f2 білий кінь · b1 білий король | d8 чорна тура · e8 чорна тура · d7 чорний пішак · f7 біла тура · h7 чорний пішак · b6 чорний пішак · e6 чорний пішак · h5 чорний пішак · d4 чорний кінь · f4 білий слон · h4 чорний король · e3 білий пішак · g3 білий кінь · a2 білий ферзь · f2 білий кінь · b1 білий король | d8 чорна тура · e8 чорна тура · d7 чорний пішак · f7 біла тура · h7 чорний пішак · b6 чорний пішак · e6 чорний пішак · h5 чорний пішак · d4 чорний кінь · f4 білий слон · h4 чорний король · e3 білий пішак · g3 білий кінь · a2 білий ферзь · f2 білий кінь · b1 білий король | 3 |
| 2 | d8 чорна тура · e8 чорна тура · d7 чорний пішак · f7 біла тура · h7 чорний пішак · b6 чорний пішак · e6 чорний пішак · h5 чорний пішак · d4 чорний кінь · f4 білий слон · h4 чорний король · e3 білий пішак · g3 білий кінь · a2 білий ферзь · f2 білий кінь · b1 білий король | d8 чорна тура · e8 чорна тура · d7 чорний пішак · f7 біла тура · h7 чорний пішак · b6 чорний пішак · e6 чорний пішак · h5 чорний пішак · d4 чорний кінь · f4 білий слон · h4 чорний король · e3 білий пішак · g3 білий кінь · a2 білий ферзь · f2 білий кінь · b1 білий король | d8 чорна тура · e8 чорна тура · d7 чорний пішак · f7 біла тура · h7 чорний пішак · b6 чорний пішак · e6 чорний пішак · h5 чорний пішак · d4 чорний кінь · f4 білий слон · h4 чорний король · e3 білий пішак · g3 білий кінь · a2 білий ферзь · f2 білий кінь · b1 білий король | d8 чорна тура · e8 чорна тура · d7 чорний пішак · f7 біла тура · h7 чорний пішак · b6 чорний пішак · e6 чорний пішак · h5 чорний пішак · d4 чорний кінь · f4 білий слон · h4 чорний король · e3 білий пішак · g3 білий кінь · a2 білий ферзь · f2 білий кінь · b1 білий король | d8 чорна тура · e8 чорна тура · d7 чорний пішак · f7 біла тура · h7 чорний пішак · b6 чорний пішак · e6 чорний пішак · h5 чорний пішак · d4 чорний кінь · f4 білий слон · h4 чорний король · e3 білий пішак · g3 білий кінь · a2 білий ферзь · f2 білий кінь · b1 білий король | d8 чорна тура · e8 чорна тура · d7 чорний пішак · f7 біла тура · h7 чорний пішак · b6 чорний пішак · e6 чорний пішак · h5 чорний пішак · d4 чорний кінь · f4 білий слон · h4 чорний король · e3 білий пішак · g3 білий кінь · a2 білий ферзь · f2 білий кінь · b1 білий король | d8 чорна тура · e8 чорна тура · d7 чорний пішак · f7 біла тура · h7 чорний пішак · b6 чорний пішак · e6 чорний пішак · h5 чорний пішак · d4 чорний кінь · f4 білий слон · h4 чорний король · e3 білий пішак · g3 білий кінь · a2 білий ферзь · f2 білий кінь · b1 білий король | d8 чорна тура · e8 чорна тура · d7 чорний пішак · f7 біла тура · h7 чорний пішак · b6 чорний пішак · e6 чорний пішак · h5 чорний пішак · d4 чорний кінь · f4 білий слон · h4 чорний король · e3 білий пішак · g3 білий кінь · a2 білий ферзь · f2 білий кінь · b1 білий король | 2 |
| 1 | d8 чорна тура · e8 чорна тура · d7 чорний пішак · f7 біла тура · h7 чорний пішак · b6 чорний пішак · e6 чорний пішак · h5 чорний пішак · d4 чорний кінь · f4 білий слон · h4 чорний король · e3 білий пішак · g3 білий кінь · a2 білий ферзь · f2 білий кінь · b1 білий король | d8 чорна тура · e8 чорна тура · d7 чорний пішак · f7 біла тура · h7 чорний пішак · b6 чорний пішак · e6 чорний пішак · h5 чорний пішак · d4 чорний кінь · f4 білий слон · h4 чорний король · e3 білий пішак · g3 білий кінь · a2 білий ферзь · f2 білий кінь · b1 білий король | d8 чорна тура · e8 чорна тура · d7 чорний пішак · f7 біла тура · h7 чорний пішак · b6 чорний пішак · e6 чорний пішак · h5 чорний пішак · d4 чорний кінь · f4 білий слон · h4 чорний король · e3 білий пішак · g3 білий кінь · a2 білий ферзь · f2 білий кінь · b1 білий король | d8 чорна тура · e8 чорна тура · d7 чорний пішак · f7 біла тура · h7 чорний пішак · b6 чорний пішак · e6 чорний пішак · h5 чорний пішак · d4 чорний кінь · f4 білий слон · h4 чорний король · e3 білий пішак · g3 білий кінь · a2 білий ферзь · f2 білий кінь · b1 білий король | d8 чорна тура · e8 чорна тура · d7 чорний пішак · f7 біла тура · h7 чорний пішак · b6 чорний пішак · e6 чорний пішак · h5 чорний пішак · d4 чорний кінь · f4 білий слон · h4 чорний король · e3 білий пішак · g3 білий кінь · a2 білий ферзь · f2 білий кінь · b1 білий король | d8 чорна тура · e8 чорна тура · d7 чорний пішак · f7 біла тура · h7 чорний пішак · b6 чорний пішак · e6 чорний пішак · h5 чорний пішак · d4 чорний кінь · f4 білий слон · h4 чорний король · e3 білий пішак · g3 білий кінь · a2 білий ферзь · f2 білий кінь · b1 білий король | d8 чорна тура · e8 чорна тура · d7 чорний пішак · f7 біла тура · h7 чорний пішак · b6 чорний пішак · e6 чорний пішак · h5 чорний пішак · d4 чорний кінь · f4 білий слон · h4 чорний король · e3 білий пішак · g3 білий кінь · a2 білий ферзь · f2 білий кінь · b1 білий король | d8 чорна тура · e8 чорна тура · d7 чорний пішак · f7 біла тура · h7 чорний пішак · b6 чорний пішак · e6 чорний пішак · h5 чорний пішак · d4 чорний кінь · f4 білий слон · h4 чорний король · e3 білий пішак · g3 білий кінь · a2 білий ферзь · f2 білий кінь · b1 білий король | 1 |
|   | a | b | c | d | e | f | g | h |   |

1. Tf5! ~ 2. T:h5 #
1. ... S:f5 2. Dd5! ed   3. S:f5 #
1. ... ef   2. De2! S:e2 3. S:f5 #
|   | a | b | c | d | e | f | g | h |   |
| 8 | a8 білий король · b8 чорний кінь · h8 чорний слон · b7 чорний пішак · d7 чорна тура · h7 чорний пішак · a6 чорний пішак · e6 біла тура · h6 чорний пішак · a5 білий ферзь · c5 білий кінь · f5 чорний кінь · e4 чорний пішак · f4 білий пішак · h4 біла тура · e3 чорний пішак · f3 чорний король · g3 чорний пішак · h3 білий пішак · e2 білий кінь · f2 чорний пішак · f1 білий слон | a8 білий король · b8 чорний кінь · h8 чорний слон · b7 чорний пішак · d7 чорна тура · h7 чорний пішак · a6 чорний пішак · e6 біла тура · h6 чорний пішак · a5 білий ферзь · c5 білий кінь · f5 чорний кінь · e4 чорний пішак · f4 білий пішак · h4 біла тура · e3 чорний пішак · f3 чорний король · g3 чорний пішак · h3 білий пішак · e2 білий кінь · f2 чорний пішак · f1 білий слон | a8 білий король · b8 чорний кінь · h8 чорний слон · b7 чорний пішак · d7 чорна тура · h7 чорний пішак · a6 чорний пішак · e6 біла тура · h6 чорний пішак · a5 білий ферзь · c5 білий кінь · f5 чорний кінь · e4 чорний пішак · f4 білий пішак · h4 біла тура · e3 чорний пішак · f3 чорний король · g3 чорний пішак · h3 білий пішак · e2 білий кінь · f2 чорний пішак · f1 білий слон | a8 білий король · b8 чорний кінь · h8 чорний слон · b7 чорний пішак · d7 чорна тура · h7 чорний пішак · a6 чорний пішак · e6 біла тура · h6 чорний пішак · a5 білий ферзь · c5 білий кінь · f5 чорний кінь · e4 чорний пішак · f4 білий пішак · h4 біла тура · e3 чорний пішак · f3 чорний король · g3 чорний пішак · h3 білий пішак · e2 білий кінь · f2 чорний пішак · f1 білий слон | a8 білий король · b8 чорний кінь · h8 чорний слон · b7 чорний пішак · d7 чорна тура · h7 чорний пішак · a6 чорний пішак · e6 біла тура · h6 чорний пішак · a5 білий ферзь · c5 білий кінь · f5 чорний кінь · e4 чорний пішак · f4 білий пішак · h4 біла тура · e3 чорний пішак · f3 чорний король · g3 чорний пішак · h3 білий пішак · e2 білий кінь · f2 чорний пішак · f1 білий слон | a8 білий король · b8 чорний кінь · h8 чорний слон · b7 чорний пішак · d7 чорна тура · h7 чорний пішак · a6 чорний пішак · e6 біла тура · h6 чорний пішак · a5 білий ферзь · c5 білий кінь · f5 чорний кінь · e4 чорний пішак · f4 білий пішак · h4 біла тура · e3 чорний пішак · f3 чорний король · g3 чорний пішак · h3 білий пішак · e2 білий кінь · f2 чорний пішак · f1 білий слон | a8 білий король · b8 чорний кінь · h8 чорний слон · b7 чорний пішак · d7 чорна тура · h7 чорний пішак · a6 чорний пішак · e6 біла тура · h6 чорний пішак · a5 білий ферзь · c5 білий кінь · f5 чорний кінь · e4 чорний пішак · f4 білий пішак · h4 біла тура · e3 чорний пішак · f3 чорний король · g3 чорний пішак · h3 білий пішак · e2 білий кінь · f2 чорний пішак · f1 білий слон | a8 білий король · b8 чорний кінь · h8 чорний слон · b7 чорний пішак · d7 чорна тура · h7 чорний пішак · a6 чорний пішак · e6 біла тура · h6 чорний пішак · a5 білий ферзь · c5 білий кінь · f5 чорний кінь · e4 чорний пішак · f4 білий пішак · h4 біла тура · e3 чорний пішак · f3 чорний король · g3 чорний пішак · h3 білий пішак · e2 білий кінь · f2 чорний пішак · f1 білий слон | 8 |
| 7 | a8 білий король · b8 чорний кінь · h8 чорний слон · b7 чорний пішак · d7 чорна тура · h7 чорний пішак · a6 чорний пішак · e6 біла тура · h6 чорний пішак · a5 білий ферзь · c5 білий кінь · f5 чорний кінь · e4 чорний пішак · f4 білий пішак · h4 біла тура · e3 чорний пішак · f3 чорний король · g3 чорний пішак · h3 білий пішак · e2 білий кінь · f2 чорний пішак · f1 білий слон | a8 білий король · b8 чорний кінь · h8 чорний слон · b7 чорний пішак · d7 чорна тура · h7 чорний пішак · a6 чорний пішак · e6 біла тура · h6 чорний пішак · a5 білий ферзь · c5 білий кінь · f5 чорний кінь · e4 чорний пішак · f4 білий пішак · h4 біла тура · e3 чорний пішак · f3 чорний король · g3 чорний пішак · h3 білий пішак · e2 білий кінь · f2 чорний пішак · f1 білий слон | a8 білий король · b8 чорний кінь · h8 чорний слон · b7 чорний пішак · d7 чорна тура · h7 чорний пішак · a6 чорний пішак · e6 біла тура · h6 чорний пішак · a5 білий ферзь · c5 білий кінь · f5 чорний кінь · e4 чорний пішак · f4 білий пішак · h4 біла тура · e3 чорний пішак · f3 чорний король · g3 чорний пішак · h3 білий пішак · e2 білий кінь · f2 чорний пішак · f1 білий слон | a8 білий король · b8 чорний кінь · h8 чорний слон · b7 чорний пішак · d7 чорна тура · h7 чорний пішак · a6 чорний пішак · e6 біла тура · h6 чорний пішак · a5 білий ферзь · c5 білий кінь · f5 чорний кінь · e4 чорний пішак · f4 білий пішак · h4 біла тура · e3 чорний пішак · f3 чорний король · g3 чорний пішак · h3 білий пішак · e2 білий кінь · f2 чорний пішак · f1 білий слон | a8 білий король · b8 чорний кінь · h8 чорний слон · b7 чорний пішак · d7 чорна тура · h7 чорний пішак · a6 чорний пішак · e6 біла тура · h6 чорний пішак · a5 білий ферзь · c5 білий кінь · f5 чорний кінь · e4 чорний пішак · f4 білий пішак · h4 біла тура · e3 чорний пішак · f3 чорний король · g3 чорний пішак · h3 білий пішак · e2 білий кінь · f2 чорний пішак · f1 білий слон | a8 білий король · b8 чорний кінь · h8 чорний слон · b7 чорний пішак · d7 чорна тура · h7 чорний пішак · a6 чорний пішак · e6 біла тура · h6 чорний пішак · a5 білий ферзь · c5 білий кінь · f5 чорний кінь · e4 чорний пішак · f4 білий пішак · h4 біла тура · e3 чорний пішак · f3 чорний король · g3 чорний пішак · h3 білий пішак · e2 білий кінь · f2 чорний пішак · f1 білий слон | a8 білий король · b8 чорний кінь · h8 чорний слон · b7 чорний пішак · d7 чорна тура · h7 чорний пішак · a6 чорний пішак · e6 біла тура · h6 чорний пішак · a5 білий ферзь · c5 білий кінь · f5 чорний кінь · e4 чорний пішак · f4 білий пішак · h4 біла тура · e3 чорний пішак · f3 чорний король · g3 чорний пішак · h3 білий пішак · e2 білий кінь · f2 чорний пішак · f1 білий слон | a8 білий король · b8 чорний кінь · h8 чорний слон · b7 чорний пішак · d7 чорна тура · h7 чорний пішак · a6 чорний пішак · e6 біла тура · h6 чорний пішак · a5 білий ферзь · c5 білий кінь · f5 чорний кінь · e4 чорний пішак · f4 білий пішак · h4 біла тура · e3 чорний пішак · f3 чорний король · g3 чорний пішак · h3 білий пішак · e2 білий кінь · f2 чорний пішак · f1 білий слон | 7 |
| 6 | a8 білий король · b8 чорний кінь · h8 чорний слон · b7 чорний пішак · d7 чорна тура · h7 чорний пішак · a6 чорний пішак · e6 біла тура · h6 чорний пішак · a5 білий ферзь · c5 білий кінь · f5 чорний кінь · e4 чорний пішак · f4 білий пішак · h4 біла тура · e3 чорний пішак · f3 чорний король · g3 чорний пішак · h3 білий пішак · e2 білий кінь · f2 чорний пішак · f1 білий слон | a8 білий король · b8 чорний кінь · h8 чорний слон · b7 чорний пішак · d7 чорна тура · h7 чорний пішак · a6 чорний пішак · e6 біла тура · h6 чорний пішак · a5 білий ферзь · c5 білий кінь · f5 чорний кінь · e4 чорний пішак · f4 білий пішак · h4 біла тура · e3 чорний пішак · f3 чорний король · g3 чорний пішак · h3 білий пішак · e2 білий кінь · f2 чорний пішак · f1 білий слон | a8 білий король · b8 чорний кінь · h8 чорний слон · b7 чорний пішак · d7 чорна тура · h7 чорний пішак · a6 чорний пішак · e6 біла тура · h6 чорний пішак · a5 білий ферзь · c5 білий кінь · f5 чорний кінь · e4 чорний пішак · f4 білий пішак · h4 біла тура · e3 чорний пішак · f3 чорний король · g3 чорний пішак · h3 білий пішак · e2 білий кінь · f2 чорний пішак · f1 білий слон | a8 білий король · b8 чорний кінь · h8 чорний слон · b7 чорний пішак · d7 чорна тура · h7 чорний пішак · a6 чорний пішак · e6 біла тура · h6 чорний пішак · a5 білий ферзь · c5 білий кінь · f5 чорний кінь · e4 чорний пішак · f4 білий пішак · h4 біла тура · e3 чорний пішак · f3 чорний король · g3 чорний пішак · h3 білий пішак · e2 білий кінь · f2 чорний пішак · f1 білий слон | a8 білий король · b8 чорний кінь · h8 чорний слон · b7 чорний пішак · d7 чорна тура · h7 чорний пішак · a6 чорний пішак · e6 біла тура · h6 чорний пішак · a5 білий ферзь · c5 білий кінь · f5 чорний кінь · e4 чорний пішак · f4 білий пішак · h4 біла тура · e3 чорний пішак · f3 чорний король · g3 чорний пішак · h3 білий пішак · e2 білий кінь · f2 чорний пішак · f1 білий слон | a8 білий король · b8 чорний кінь · h8 чорний слон · b7 чорний пішак · d7 чорна тура · h7 чорний пішак · a6 чорний пішак · e6 біла тура · h6 чорний пішак · a5 білий ферзь · c5 білий кінь · f5 чорний кінь · e4 чорний пішак · f4 білий пішак · h4 біла тура · e3 чорний пішак · f3 чорний король · g3 чорний пішак · h3 білий пішак · e2 білий кінь · f2 чорний пішак · f1 білий слон | a8 білий король · b8 чорний кінь · h8 чорний слон · b7 чорний пішак · d7 чорна тура · h7 чорний пішак · a6 чорний пішак · e6 біла тура · h6 чорний пішак · a5 білий ферзь · c5 білий кінь · f5 чорний кінь · e4 чорний пішак · f4 білий пішак · h4 біла тура · e3 чорний пішак · f3 чорний король · g3 чорний пішак · h3 білий пішак · e2 білий кінь · f2 чорний пішак · f1 білий слон | a8 білий король · b8 чорний кінь · h8 чорний слон · b7 чорний пішак · d7 чорна тура · h7 чорний пішак · a6 чорний пішак · e6 біла тура · h6 чорний пішак · a5 білий ферзь · c5 білий кінь · f5 чорний кінь · e4 чорний пішак · f4 білий пішак · h4 біла тура · e3 чорний пішак · f3 чорний король · g3 чорний пішак · h3 білий пішак · e2 білий кінь · f2 чорний пішак · f1 білий слон | 6 |
| 5 | a8 білий король · b8 чорний кінь · h8 чорний слон · b7 чорний пішак · d7 чорна тура · h7 чорний пішак · a6 чорний пішак · e6 біла тура · h6 чорний пішак · a5 білий ферзь · c5 білий кінь · f5 чорний кінь · e4 чорний пішак · f4 білий пішак · h4 біла тура · e3 чорний пішак · f3 чорний король · g3 чорний пішак · h3 білий пішак · e2 білий кінь · f2 чорний пішак · f1 білий слон | a8 білий король · b8 чорний кінь · h8 чорний слон · b7 чорний пішак · d7 чорна тура · h7 чорний пішак · a6 чорний пішак · e6 біла тура · h6 чорний пішак · a5 білий ферзь · c5 білий кінь · f5 чорний кінь · e4 чорний пішак · f4 білий пішак · h4 біла тура · e3 чорний пішак · f3 чорний король · g3 чорний пішак · h3 білий пішак · e2 білий кінь · f2 чорний пішак · f1 білий слон | a8 білий король · b8 чорний кінь · h8 чорний слон · b7 чорний пішак · d7 чорна тура · h7 чорний пішак · a6 чорний пішак · e6 біла тура · h6 чорний пішак · a5 білий ферзь · c5 білий кінь · f5 чорний кінь · e4 чорний пішак · f4 білий пішак · h4 біла тура · e3 чорний пішак · f3 чорний король · g3 чорний пішак · h3 білий пішак · e2 білий кінь · f2 чорний пішак · f1 білий слон | a8 білий король · b8 чорний кінь · h8 чорний слон · b7 чорний пішак · d7 чорна тура · h7 чорний пішак · a6 чорний пішак · e6 біла тура · h6 чорний пішак · a5 білий ферзь · c5 білий кінь · f5 чорний кінь · e4 чорний пішак · f4 білий пішак · h4 біла тура · e3 чорний пішак · f3 чорний король · g3 чорний пішак · h3 білий пішак · e2 білий кінь · f2 чорний пішак · f1 білий слон | a8 білий король · b8 чорний кінь · h8 чорний слон · b7 чорний пішак · d7 чорна тура · h7 чорний пішак · a6 чорний пішак · e6 біла тура · h6 чорний пішак · a5 білий ферзь · c5 білий кінь · f5 чорний кінь · e4 чорний пішак · f4 білий пішак · h4 біла тура · e3 чорний пішак · f3 чорний король · g3 чорний пішак · h3 білий пішак · e2 білий кінь · f2 чорний пішак · f1 білий слон | a8 білий король · b8 чорний кінь · h8 чорний слон · b7 чорний пішак · d7 чорна тура · h7 чорний пішак · a6 чорний пішак · e6 біла тура · h6 чорний пішак · a5 білий ферзь · c5 білий кінь · f5 чорний кінь · e4 чорний пішак · f4 білий пішак · h4 біла тура · e3 чорний пішак · f3 чорний король · g3 чорний пішак · h3 білий пішак · e2 білий кінь · f2 чорний пішак · f1 білий слон | a8 білий король · b8 чорний кінь · h8 чорний слон · b7 чорний пішак · d7 чорна тура · h7 чорний пішак · a6 чорний пішак · e6 біла тура · h6 чорний пішак · a5 білий ферзь · c5 білий кінь · f5 чорний кінь · e4 чорний пішак · f4 білий пішак · h4 біла тура · e3 чорний пішак · f3 чорний король · g3 чорний пішак · h3 білий пішак · e2 білий кінь · f2 чорний пішак · f1 білий слон | a8 білий король · b8 чорний кінь · h8 чорний слон · b7 чорний пішак · d7 чорна тура · h7 чорний пішак · a6 чорний пішак · e6 біла тура · h6 чорний пішак · a5 білий ферзь · c5 білий кінь · f5 чорний кінь · e4 чорний пішак · f4 білий пішак · h4 біла тура · e3 чорний пішак · f3 чорний король · g3 чорний пішак · h3 білий пішак · e2 білий кінь · f2 чорний пішак · f1 білий слон | 5 |
| 4 | a8 білий король · b8 чорний кінь · h8 чорний слон · b7 чорний пішак · d7 чорна тура · h7 чорний пішак · a6 чорний пішак · e6 біла тура · h6 чорний пішак · a5 білий ферзь · c5 білий кінь · f5 чорний кінь · e4 чорний пішак · f4 білий пішак · h4 біла тура · e3 чорний пішак · f3 чорний король · g3 чорний пішак · h3 білий пішак · e2 білий кінь · f2 чорний пішак · f1 білий слон | a8 білий король · b8 чорний кінь · h8 чорний слон · b7 чорний пішак · d7 чорна тура · h7 чорний пішак · a6 чорний пішак · e6 біла тура · h6 чорний пішак · a5 білий ферзь · c5 білий кінь · f5 чорний кінь · e4 чорний пішак · f4 білий пішак · h4 біла тура · e3 чорний пішак · f3 чорний король · g3 чорний пішак · h3 білий пішак · e2 білий кінь · f2 чорний пішак · f1 білий слон | a8 білий король · b8 чорний кінь · h8 чорний слон · b7 чорний пішак · d7 чорна тура · h7 чорний пішак · a6 чорний пішак · e6 біла тура · h6 чорний пішак · a5 білий ферзь · c5 білий кінь · f5 чорний кінь · e4 чорний пішак · f4 білий пішак · h4 біла тура · e3 чорний пішак · f3 чорний король · g3 чорний пішак · h3 білий пішак · e2 білий кінь · f2 чорний пішак · f1 білий слон | a8 білий король · b8 чорний кінь · h8 чорний слон · b7 чорний пішак · d7 чорна тура · h7 чорний пішак · a6 чорний пішак · e6 біла тура · h6 чорний пішак · a5 білий ферзь · c5 білий кінь · f5 чорний кінь · e4 чорний пішак · f4 білий пішак · h4 біла тура · e3 чорний пішак · f3 чорний король · g3 чорний пішак · h3 білий пішак · e2 білий кінь · f2 чорний пішак · f1 білий слон | a8 білий король · b8 чорний кінь · h8 чорний слон · b7 чорний пішак · d7 чорна тура · h7 чорний пішак · a6 чорний пішак · e6 біла тура · h6 чорний пішак · a5 білий ферзь · c5 білий кінь · f5 чорний кінь · e4 чорний пішак · f4 білий пішак · h4 біла тура · e3 чорний пішак · f3 чорний король · g3 чорний пішак · h3 білий пішак · e2 білий кінь · f2 чорний пішак · f1 білий слон | a8 білий король · b8 чорний кінь · h8 чорний слон · b7 чорний пішак · d7 чорна тура · h7 чорний пішак · a6 чорний пішак · e6 біла тура · h6 чорний пішак · a5 білий ферзь · c5 білий кінь · f5 чорний кінь · e4 чорний пішак · f4 білий пішак · h4 біла тура · e3 чорний пішак · f3 чорний король · g3 чорний пішак · h3 білий пішак · e2 білий кінь · f2 чорний пішак · f1 білий слон | a8 білий король · b8 чорний кінь · h8 чорний слон · b7 чорний пішак · d7 чорна тура · h7 чорний пішак · a6 чорний пішак · e6 біла тура · h6 чорний пішак · a5 білий ферзь · c5 білий кінь · f5 чорний кінь · e4 чорний пішак · f4 білий пішак · h4 біла тура · e3 чорний пішак · f3 чорний король · g3 чорний пішак · h3 білий пішак · e2 білий кінь · f2 чорний пішак · f1 білий слон | a8 білий король · b8 чорний кінь · h8 чорний слон · b7 чорний пішак · d7 чорна тура · h7 чорний пішак · a6 чорний пішак · e6 біла тура · h6 чорний пішак · a5 білий ферзь · c5 білий кінь · f5 чорний кінь · e4 чорний пішак · f4 білий пішак · h4 біла тура · e3 чорний пішак · f3 чорний король · g3 чорний пішак · h3 білий пішак · e2 білий кінь · f2 чорний пішак · f1 білий слон | 4 |
| 3 | a8 білий король · b8 чорний кінь · h8 чорний слон · b7 чорний пішак · d7 чорна тура · h7 чорний пішак · a6 чорний пішак · e6 біла тура · h6 чорний пішак · a5 білий ферзь · c5 білий кінь · f5 чорний кінь · e4 чорний пішак · f4 білий пішак · h4 біла тура · e3 чорний пішак · f3 чорний король · g3 чорний пішак · h3 білий пішак · e2 білий кінь · f2 чорний пішак · f1 білий слон | a8 білий король · b8 чорний кінь · h8 чорний слон · b7 чорний пішак · d7 чорна тура · h7 чорний пішак · a6 чорний пішак · e6 біла тура · h6 чорний пішак · a5 білий ферзь · c5 білий кінь · f5 чорний кінь · e4 чорний пішак · f4 білий пішак · h4 біла тура · e3 чорний пішак · f3 чорний король · g3 чорний пішак · h3 білий пішак · e2 білий кінь · f2 чорний пішак · f1 білий слон | a8 білий король · b8 чорний кінь · h8 чорний слон · b7 чорний пішак · d7 чорна тура · h7 чорний пішак · a6 чорний пішак · e6 біла тура · h6 чорний пішак · a5 білий ферзь · c5 білий кінь · f5 чорний кінь · e4 чорний пішак · f4 білий пішак · h4 біла тура · e3 чорний пішак · f3 чорний король · g3 чорний пішак · h3 білий пішак · e2 білий кінь · f2 чорний пішак · f1 білий слон | a8 білий король · b8 чорний кінь · h8 чорний слон · b7 чорний пішак · d7 чорна тура · h7 чорний пішак · a6 чорний пішак · e6 біла тура · h6 чорний пішак · a5 білий ферзь · c5 білий кінь · f5 чорний кінь · e4 чорний пішак · f4 білий пішак · h4 біла тура · e3 чорний пішак · f3 чорний король · g3 чорний пішак · h3 білий пішак · e2 білий кінь · f2 чорний пішак · f1 білий слон | a8 білий король · b8 чорний кінь · h8 чорний слон · b7 чорний пішак · d7 чорна тура · h7 чорний пішак · a6 чорний пішак · e6 біла тура · h6 чорний пішак · a5 білий ферзь · c5 білий кінь · f5 чорний кінь · e4 чорний пішак · f4 білий пішак · h4 біла тура · e3 чорний пішак · f3 чорний король · g3 чорний пішак · h3 білий пішак · e2 білий кінь · f2 чорний пішак · f1 білий слон | a8 білий король · b8 чорний кінь · h8 чорний слон · b7 чорний пішак · d7 чорна тура · h7 чорний пішак · a6 чорний пішак · e6 біла тура · h6 чорний пішак · a5 білий ферзь · c5 білий кінь · f5 чорний кінь · e4 чорний пішак · f4 білий пішак · h4 біла тура · e3 чорний пішак · f3 чорний король · g3 чорний пішак · h3 білий пішак · e2 білий кінь · f2 чорний пішак · f1 білий слон | a8 білий король · b8 чорний кінь · h8 чорний слон · b7 чорний пішак · d7 чорна тура · h7 чорний пішак · a6 чорний пішак · e6 біла тура · h6 чорний пішак · a5 білий ферзь · c5 білий кінь · f5 чорний кінь · e4 чорний пішак · f4 білий пішак · h4 біла тура · e3 чорний пішак · f3 чорний король · g3 чорний пішак · h3 білий пішак · e2 білий кінь · f2 чорний пішак · f1 білий слон | a8 білий король · b8 чорний кінь · h8 чорний слон · b7 чорний пішак · d7 чорна тура · h7 чорний пішак · a6 чорний пішак · e6 біла тура · h6 чорний пішак · a5 білий ферзь · c5 білий кінь · f5 чорний кінь · e4 чорний пішак · f4 білий пішак · h4 біла тура · e3 чорний пішак · f3 чорний король · g3 чорний пішак · h3 білий пішак · e2 білий кінь · f2 чорний пішак · f1 білий слон | 3 |
| 2 | a8 білий король · b8 чорний кінь · h8 чорний слон · b7 чорний пішак · d7 чорна тура · h7 чорний пішак · a6 чорний пішак · e6 біла тура · h6 чорний пішак · a5 білий ферзь · c5 білий кінь · f5 чорний кінь · e4 чорний пішак · f4 білий пішак · h4 біла тура · e3 чорний пішак · f3 чорний король · g3 чорний пішак · h3 білий пішак · e2 білий кінь · f2 чорний пішак · f1 білий слон | a8 білий король · b8 чорний кінь · h8 чорний слон · b7 чорний пішак · d7 чорна тура · h7 чорний пішак · a6 чорний пішак · e6 біла тура · h6 чорний пішак · a5 білий ферзь · c5 білий кінь · f5 чорний кінь · e4 чорний пішак · f4 білий пішак · h4 біла тура · e3 чорний пішак · f3 чорний король · g3 чорний пішак · h3 білий пішак · e2 білий кінь · f2 чорний пішак · f1 білий слон | a8 білий король · b8 чорний кінь · h8 чорний слон · b7 чорний пішак · d7 чорна тура · h7 чорний пішак · a6 чорний пішак · e6 біла тура · h6 чорний пішак · a5 білий ферзь · c5 білий кінь · f5 чорний кінь · e4 чорний пішак · f4 білий пішак · h4 біла тура · e3 чорний пішак · f3 чорний король · g3 чорний пішак · h3 білий пішак · e2 білий кінь · f2 чорний пішак · f1 білий слон | a8 білий король · b8 чорний кінь · h8 чорний слон · b7 чорний пішак · d7 чорна тура · h7 чорний пішак · a6 чорний пішак · e6 біла тура · h6 чорний пішак · a5 білий ферзь · c5 білий кінь · f5 чорний кінь · e4 чорний пішак · f4 білий пішак · h4 біла тура · e3 чорний пішак · f3 чорний король · g3 чорний пішак · h3 білий пішак · e2 білий кінь · f2 чорний пішак · f1 білий слон | a8 білий король · b8 чорний кінь · h8 чорний слон · b7 чорний пішак · d7 чорна тура · h7 чорний пішак · a6 чорний пішак · e6 біла тура · h6 чорний пішак · a5 білий ферзь · c5 білий кінь · f5 чорний кінь · e4 чорний пішак · f4 білий пішак · h4 біла тура · e3 чорний пішак · f3 чорний король · g3 чорний пішак · h3 білий пішак · e2 білий кінь · f2 чорний пішак · f1 білий слон | a8 білий король · b8 чорний кінь · h8 чорний слон · b7 чорний пішак · d7 чорна тура · h7 чорний пішак · a6 чорний пішак · e6 біла тура · h6 чорний пішак · a5 білий ферзь · c5 білий кінь · f5 чорний кінь · e4 чорний пішак · f4 білий пішак · h4 біла тура · e3 чорний пішак · f3 чорний король · g3 чорний пішак · h3 білий пішак · e2 білий кінь · f2 чорний пішак · f1 білий слон | a8 білий король · b8 чорний кінь · h8 чорний слон · b7 чорний пішак · d7 чорна тура · h7 чорний пішак · a6 чорний пішак · e6 біла тура · h6 чорний пішак · a5 білий ферзь · c5 білий кінь · f5 чорний кінь · e4 чорний пішак · f4 білий пішак · h4 біла тура · e3 чорний пішак · f3 чорний король · g3 чорний пішак · h3 білий пішак · e2 білий кінь · f2 чорний пішак · f1 білий слон | a8 білий король · b8 чорний кінь · h8 чорний слон · b7 чорний пішак · d7 чорна тура · h7 чорний пішак · a6 чорний пішак · e6 біла тура · h6 чорний пішак · a5 білий ферзь · c5 білий кінь · f5 чорний кінь · e4 чорний пішак · f4 білий пішак · h4 біла тура · e3 чорний пішак · f3 чорний король · g3 чорний пішак · h3 білий пішак · e2 білий кінь · f2 чорний пішак · f1 білий слон | 2 |
| 1 | a8 білий король · b8 чорний кінь · h8 чорний слон · b7 чорний пішак · d7 чорна тура · h7 чорний пішак · a6 чорний пішак · e6 біла тура · h6 чорний пішак · a5 білий ферзь · c5 білий кінь · f5 чорний кінь · e4 чорний пішак · f4 білий пішак · h4 біла тура · e3 чорний пішак · f3 чорний король · g3 чорний пішак · h3 білий пішак · e2 білий кінь · f2 чорний пішак · f1 білий слон | a8 білий король · b8 чорний кінь · h8 чорний слон · b7 чорний пішак · d7 чорна тура · h7 чорний пішак · a6 чорний пішак · e6 біла тура · h6 чорний пішак · a5 білий ферзь · c5 білий кінь · f5 чорний кінь · e4 чорний пішак · f4 білий пішак · h4 біла тура · e3 чорний пішак · f3 чорний король · g3 чорний пішак · h3 білий пішак · e2 білий кінь · f2 чорний пішак · f1 білий слон | a8 білий король · b8 чорний кінь · h8 чорний слон · b7 чорний пішак · d7 чорна тура · h7 чорний пішак · a6 чорний пішак · e6 біла тура · h6 чорний пішак · a5 білий ферзь · c5 білий кінь · f5 чорний кінь · e4 чорний пішак · f4 білий пішак · h4 біла тура · e3 чорний пішак · f3 чорний король · g3 чорний пішак · h3 білий пішак · e2 білий кінь · f2 чорний пішак · f1 білий слон | a8 білий король · b8 чорний кінь · h8 чорний слон · b7 чорний пішак · d7 чорна тура · h7 чорний пішак · a6 чорний пішак · e6 біла тура · h6 чорний пішак · a5 білий ферзь · c5 білий кінь · f5 чорний кінь · e4 чорний пішак · f4 білий пішак · h4 біла тура · e3 чорний пішак · f3 чорний король · g3 чорний пішак · h3 білий пішак · e2 білий кінь · f2 чорний пішак · f1 білий слон | a8 білий король · b8 чорний кінь · h8 чорний слон · b7 чорний пішак · d7 чорна тура · h7 чорний пішак · a6 чорний пішак · e6 біла тура · h6 чорний пішак · a5 білий ферзь · c5 білий кінь · f5 чорний кінь · e4 чорний пішак · f4 білий пішак · h4 біла тура · e3 чорний пішак · f3 чорний король · g3 чорний пішак · h3 білий пішак · e2 білий кінь · f2 чорний пішак · f1 білий слон | a8 білий король · b8 чорний кінь · h8 чорний слон · b7 чорний пішак · d7 чорна тура · h7 чорний пішак · a6 чорний пішак · e6 біла тура · h6 чорний пішак · a5 білий ферзь · c5 білий кінь · f5 чорний кінь · e4 чорний пішак · f4 білий пішак · h4 біла тура · e3 чорний пішак · f3 чорний король · g3 чорний пішак · h3 білий пішак · e2 білий кінь · f2 чорний пішак · f1 білий слон | a8 білий король · b8 чорний кінь · h8 чорний слон · b7 чорний пішак · d7 чорна тура · h7 чорний пішак · a6 чорний пішак · e6 біла тура · h6 чорний пішак · a5 білий ферзь · c5 білий кінь · f5 чорний кінь · e4 чорний пішак · f4 білий пішак · h4 біла тура · e3 чорний пішак · f3 чорний король · g3 чорний пішак · h3 білий пішак · e2 білий кінь · f2 чорний пішак · f1 білий слон | a8 білий король · b8 чорний кінь · h8 чорний слон · b7 чорний пішак · d7 чорна тура · h7 чорний пішак · a6 чорний пішак · e6 біла тура · h6 чорний пішак · a5 білий ферзь · c5 білий кінь · f5 чорний кінь · e4 чорний пішак · f4 білий пішак · h4 біла тура · e3 чорний пішак · f3 чорний король · g3 чорний пішак · h3 білий пішак · e2 білий кінь · f2 чорний пішак · f1 білий слон | 1 |
|   | a | b | c | d | e | f | g | h |   |

1. Da4! ~ 2. De4 #
1. ... Td4 2. De8! ~ 3. Dh5 #
    2. ... Sg7 3. S:d4 #
1. ... Ld4 2. Dc2! ~ 3. De4 #
    2. ... Sd6 3. S:d4 #
1. ... Sd4 2. Tg4! ~ 3. Tg3 #
    2. ... Tg7 3. S:d4 #
Тематичне поле «d4» контролюється трьома чорними фігурами.

## Синтез з іншими темами
Оскільки при вираженні теми може використовуватись такий послаблювальний стратегічний момент у ходах чорних, як взаємне перекриття — тому можливий синтез із темами, в яких їх складовою є перекриття, зокрема — перекриття Плахути, Новотного.
|   | a | b | c | d | e | f | g | h |   |
| 8 | c8 чорний ферзь · d8 чорний кінь · a7 чорний кінь · c7 білий кінь · f7 чорний слон · h7 чорний пішак · b6 чорний пішак · d6 білий слон · f6 білий пішак · g6 білий слон · h6 білий пішак · c5 білий кінь · d5 білий ферзь · e5 чорний пішак · f5 чорний пішак · h5 біла тура · e4 чорний пішак · f4 чорний король · h4 білий король · a3 чорна тура · e3 чорний пішак · h3 біла тура · b2 чорний слон · c2 чорний пішак · f2 білий пішак · d1 чорна тура | c8 чорний ферзь · d8 чорний кінь · a7 чорний кінь · c7 білий кінь · f7 чорний слон · h7 чорний пішак · b6 чорний пішак · d6 білий слон · f6 білий пішак · g6 білий слон · h6 білий пішак · c5 білий кінь · d5 білий ферзь · e5 чорний пішак · f5 чорний пішак · h5 біла тура · e4 чорний пішак · f4 чорний король · h4 білий король · a3 чорна тура · e3 чорний пішак · h3 біла тура · b2 чорний слон · c2 чорний пішак · f2 білий пішак · d1 чорна тура | c8 чорний ферзь · d8 чорний кінь · a7 чорний кінь · c7 білий кінь · f7 чорний слон · h7 чорний пішак · b6 чорний пішак · d6 білий слон · f6 білий пішак · g6 білий слон · h6 білий пішак · c5 білий кінь · d5 білий ферзь · e5 чорний пішак · f5 чорний пішак · h5 біла тура · e4 чорний пішак · f4 чорний король · h4 білий король · a3 чорна тура · e3 чорний пішак · h3 біла тура · b2 чорний слон · c2 чорний пішак · f2 білий пішак · d1 чорна тура | c8 чорний ферзь · d8 чорний кінь · a7 чорний кінь · c7 білий кінь · f7 чорний слон · h7 чорний пішак · b6 чорний пішак · d6 білий слон · f6 білий пішак · g6 білий слон · h6 білий пішак · c5 білий кінь · d5 білий ферзь · e5 чорний пішак · f5 чорний пішак · h5 біла тура · e4 чорний пішак · f4 чорний король · h4 білий король · a3 чорна тура · e3 чорний пішак · h3 біла тура · b2 чорний слон · c2 чорний пішак · f2 білий пішак · d1 чорна тура | c8 чорний ферзь · d8 чорний кінь · a7 чорний кінь · c7 білий кінь · f7 чорний слон · h7 чорний пішак · b6 чорний пішак · d6 білий слон · f6 білий пішак · g6 білий слон · h6 білий пішак · c5 білий кінь · d5 білий ферзь · e5 чорний пішак · f5 чорний пішак · h5 біла тура · e4 чорний пішак · f4 чорний король · h4 білий король · a3 чорна тура · e3 чорний пішак · h3 біла тура · b2 чорний слон · c2 чорний пішак · f2 білий пішак · d1 чорна тура | c8 чорний ферзь · d8 чорний кінь · a7 чорний кінь · c7 білий кінь · f7 чорний слон · h7 чорний пішак · b6 чорний пішак · d6 білий слон · f6 білий пішак · g6 білий слон · h6 білий пішак · c5 білий кінь · d5 білий ферзь · e5 чорний пішак · f5 чорний пішак · h5 біла тура · e4 чорний пішак · f4 чорний король · h4 білий король · a3 чорна тура · e3 чорний пішак · h3 біла тура · b2 чорний слон · c2 чорний пішак · f2 білий пішак · d1 чорна тура | c8 чорний ферзь · d8 чорний кінь · a7 чорний кінь · c7 білий кінь · f7 чорний слон · h7 чорний пішак · b6 чорний пішак · d6 білий слон · f6 білий пішак · g6 білий слон · h6 білий пішак · c5 білий кінь · d5 білий ферзь · e5 чорний пішак · f5 чорний пішак · h5 біла тура · e4 чорний пішак · f4 чорний король · h4 білий король · a3 чорна тура · e3 чорний пішак · h3 біла тура · b2 чорний слон · c2 чорний пішак · f2 білий пішак · d1 чорна тура | c8 чорний ферзь · d8 чорний кінь · a7 чорний кінь · c7 білий кінь · f7 чорний слон · h7 чорний пішак · b6 чорний пішак · d6 білий слон · f6 білий пішак · g6 білий слон · h6 білий пішак · c5 білий кінь · d5 білий ферзь · e5 чорний пішак · f5 чорний пішак · h5 біла тура · e4 чорний пішак · f4 чорний король · h4 білий король · a3 чорна тура · e3 чорний пішак · h3 біла тура · b2 чорний слон · c2 чорний пішак · f2 білий пішак · d1 чорна тура | 8 |
| 7 | c8 чорний ферзь · d8 чорний кінь · a7 чорний кінь · c7 білий кінь · f7 чорний слон · h7 чорний пішак · b6 чорний пішак · d6 білий слон · f6 білий пішак · g6 білий слон · h6 білий пішак · c5 білий кінь · d5 білий ферзь · e5 чорний пішак · f5 чорний пішак · h5 біла тура · e4 чорний пішак · f4 чорний король · h4 білий король · a3 чорна тура · e3 чорний пішак · h3 біла тура · b2 чорний слон · c2 чорний пішак · f2 білий пішак · d1 чорна тура | c8 чорний ферзь · d8 чорний кінь · a7 чорний кінь · c7 білий кінь · f7 чорний слон · h7 чорний пішак · b6 чорний пішак · d6 білий слон · f6 білий пішак · g6 білий слон · h6 білий пішак · c5 білий кінь · d5 білий ферзь · e5 чорний пішак · f5 чорний пішак · h5 біла тура · e4 чорний пішак · f4 чорний король · h4 білий король · a3 чорна тура · e3 чорний пішак · h3 біла тура · b2 чорний слон · c2 чорний пішак · f2 білий пішак · d1 чорна тура | c8 чорний ферзь · d8 чорний кінь · a7 чорний кінь · c7 білий кінь · f7 чорний слон · h7 чорний пішак · b6 чорний пішак · d6 білий слон · f6 білий пішак · g6 білий слон · h6 білий пішак · c5 білий кінь · d5 білий ферзь · e5 чорний пішак · f5 чорний пішак · h5 біла тура · e4 чорний пішак · f4 чорний король · h4 білий король · a3 чорна тура · e3 чорний пішак · h3 біла тура · b2 чорний слон · c2 чорний пішак · f2 білий пішак · d1 чорна тура | c8 чорний ферзь · d8 чорний кінь · a7 чорний кінь · c7 білий кінь · f7 чорний слон · h7 чорний пішак · b6 чорний пішак · d6 білий слон · f6 білий пішак · g6 білий слон · h6 білий пішак · c5 білий кінь · d5 білий ферзь · e5 чорний пішак · f5 чорний пішак · h5 біла тура · e4 чорний пішак · f4 чорний король · h4 білий король · a3 чорна тура · e3 чорний пішак · h3 біла тура · b2 чорний слон · c2 чорний пішак · f2 білий пішак · d1 чорна тура | c8 чорний ферзь · d8 чорний кінь · a7 чорний кінь · c7 білий кінь · f7 чорний слон · h7 чорний пішак · b6 чорний пішак · d6 білий слон · f6 білий пішак · g6 білий слон · h6 білий пішак · c5 білий кінь · d5 білий ферзь · e5 чорний пішак · f5 чорний пішак · h5 біла тура · e4 чорний пішак · f4 чорний король · h4 білий король · a3 чорна тура · e3 чорний пішак · h3 біла тура · b2 чорний слон · c2 чорний пішак · f2 білий пішак · d1 чорна тура | c8 чорний ферзь · d8 чорний кінь · a7 чорний кінь · c7 білий кінь · f7 чорний слон · h7 чорний пішак · b6 чорний пішак · d6 білий слон · f6 білий пішак · g6 білий слон · h6 білий пішак · c5 білий кінь · d5 білий ферзь · e5 чорний пішак · f5 чорний пішак · h5 біла тура · e4 чорний пішак · f4 чорний король · h4 білий король · a3 чорна тура · e3 чорний пішак · h3 біла тура · b2 чорний слон · c2 чорний пішак · f2 білий пішак · d1 чорна тура | c8 чорний ферзь · d8 чорний кінь · a7 чорний кінь · c7 білий кінь · f7 чорний слон · h7 чорний пішак · b6 чорний пішак · d6 білий слон · f6 білий пішак · g6 білий слон · h6 білий пішак · c5 білий кінь · d5 білий ферзь · e5 чорний пішак · f5 чорний пішак · h5 біла тура · e4 чорний пішак · f4 чорний король · h4 білий король · a3 чорна тура · e3 чорний пішак · h3 біла тура · b2 чорний слон · c2 чорний пішак · f2 білий пішак · d1 чорна тура | c8 чорний ферзь · d8 чорний кінь · a7 чорний кінь · c7 білий кінь · f7 чорний слон · h7 чорний пішак · b6 чорний пішак · d6 білий слон · f6 білий пішак · g6 білий слон · h6 білий пішак · c5 білий кінь · d5 білий ферзь · e5 чорний пішак · f5 чорний пішак · h5 біла тура · e4 чорний пішак · f4 чорний король · h4 білий король · a3 чорна тура · e3 чорний пішак · h3 біла тура · b2 чорний слон · c2 чорний пішак · f2 білий пішак · d1 чорна тура | 7 |
| 6 | c8 чорний ферзь · d8 чорний кінь · a7 чорний кінь · c7 білий кінь · f7 чорний слон · h7 чорний пішак · b6 чорний пішак · d6 білий слон · f6 білий пішак · g6 білий слон · h6 білий пішак · c5 білий кінь · d5 білий ферзь · e5 чорний пішак · f5 чорний пішак · h5 біла тура · e4 чорний пішак · f4 чорний король · h4 білий король · a3 чорна тура · e3 чорний пішак · h3 біла тура · b2 чорний слон · c2 чорний пішак · f2 білий пішак · d1 чорна тура | c8 чорний ферзь · d8 чорний кінь · a7 чорний кінь · c7 білий кінь · f7 чорний слон · h7 чорний пішак · b6 чорний пішак · d6 білий слон · f6 білий пішак · g6 білий слон · h6 білий пішак · c5 білий кінь · d5 білий ферзь · e5 чорний пішак · f5 чорний пішак · h5 біла тура · e4 чорний пішак · f4 чорний король · h4 білий король · a3 чорна тура · e3 чорний пішак · h3 біла тура · b2 чорний слон · c2 чорний пішак · f2 білий пішак · d1 чорна тура | c8 чорний ферзь · d8 чорний кінь · a7 чорний кінь · c7 білий кінь · f7 чорний слон · h7 чорний пішак · b6 чорний пішак · d6 білий слон · f6 білий пішак · g6 білий слон · h6 білий пішак · c5 білий кінь · d5 білий ферзь · e5 чорний пішак · f5 чорний пішак · h5 біла тура · e4 чорний пішак · f4 чорний король · h4 білий король · a3 чорна тура · e3 чорний пішак · h3 біла тура · b2 чорний слон · c2 чорний пішак · f2 білий пішак · d1 чорна тура | c8 чорний ферзь · d8 чорний кінь · a7 чорний кінь · c7 білий кінь · f7 чорний слон · h7 чорний пішак · b6 чорний пішак · d6 білий слон · f6 білий пішак · g6 білий слон · h6 білий пішак · c5 білий кінь · d5 білий ферзь · e5 чорний пішак · f5 чорний пішак · h5 біла тура · e4 чорний пішак · f4 чорний король · h4 білий король · a3 чорна тура · e3 чорний пішак · h3 біла тура · b2 чорний слон · c2 чорний пішак · f2 білий пішак · d1 чорна тура | c8 чорний ферзь · d8 чорний кінь · a7 чорний кінь · c7 білий кінь · f7 чорний слон · h7 чорний пішак · b6 чорний пішак · d6 білий слон · f6 білий пішак · g6 білий слон · h6 білий пішак · c5 білий кінь · d5 білий ферзь · e5 чорний пішак · f5 чорний пішак · h5 біла тура · e4 чорний пішак · f4 чорний король · h4 білий король · a3 чорна тура · e3 чорний пішак · h3 біла тура · b2 чорний слон · c2 чорний пішак · f2 білий пішак · d1 чорна тура | c8 чорний ферзь · d8 чорний кінь · a7 чорний кінь · c7 білий кінь · f7 чорний слон · h7 чорний пішак · b6 чорний пішак · d6 білий слон · f6 білий пішак · g6 білий слон · h6 білий пішак · c5 білий кінь · d5 білий ферзь · e5 чорний пішак · f5 чорний пішак · h5 біла тура · e4 чорний пішак · f4 чорний король · h4 білий король · a3 чорна тура · e3 чорний пішак · h3 біла тура · b2 чорний слон · c2 чорний пішак · f2 білий пішак · d1 чорна тура | c8 чорний ферзь · d8 чорний кінь · a7 чорний кінь · c7 білий кінь · f7 чорний слон · h7 чорний пішак · b6 чорний пішак · d6 білий слон · f6 білий пішак · g6 білий слон · h6 білий пішак · c5 білий кінь · d5 білий ферзь · e5 чорний пішак · f5 чорний пішак · h5 біла тура · e4 чорний пішак · f4 чорний король · h4 білий король · a3 чорна тура · e3 чорний пішак · h3 біла тура · b2 чорний слон · c2 чорний пішак · f2 білий пішак · d1 чорна тура | c8 чорний ферзь · d8 чорний кінь · a7 чорний кінь · c7 білий кінь · f7 чорний слон · h7 чорний пішак · b6 чорний пішак · d6 білий слон · f6 білий пішак · g6 білий слон · h6 білий пішак · c5 білий кінь · d5 білий ферзь · e5 чорний пішак · f5 чорний пішак · h5 біла тура · e4 чорний пішак · f4 чорний король · h4 білий король · a3 чорна тура · e3 чорний пішак · h3 біла тура · b2 чорний слон · c2 чорний пішак · f2 білий пішак · d1 чорна тура | 6 |
| 5 | c8 чорний ферзь · d8 чорний кінь · a7 чорний кінь · c7 білий кінь · f7 чорний слон · h7 чорний пішак · b6 чорний пішак · d6 білий слон · f6 білий пішак · g6 білий слон · h6 білий пішак · c5 білий кінь · d5 білий ферзь · e5 чорний пішак · f5 чорний пішак · h5 біла тура · e4 чорний пішак · f4 чорний король · h4 білий король · a3 чорна тура · e3 чорний пішак · h3 біла тура · b2 чорний слон · c2 чорний пішак · f2 білий пішак · d1 чорна тура | c8 чорний ферзь · d8 чорний кінь · a7 чорний кінь · c7 білий кінь · f7 чорний слон · h7 чорний пішак · b6 чорний пішак · d6 білий слон · f6 білий пішак · g6 білий слон · h6 білий пішак · c5 білий кінь · d5 білий ферзь · e5 чорний пішак · f5 чорний пішак · h5 біла тура · e4 чорний пішак · f4 чорний король · h4 білий король · a3 чорна тура · e3 чорний пішак · h3 біла тура · b2 чорний слон · c2 чорний пішак · f2 білий пішак · d1 чорна тура | c8 чорний ферзь · d8 чорний кінь · a7 чорний кінь · c7 білий кінь · f7 чорний слон · h7 чорний пішак · b6 чорний пішак · d6 білий слон · f6 білий пішак · g6 білий слон · h6 білий пішак · c5 білий кінь · d5 білий ферзь · e5 чорний пішак · f5 чорний пішак · h5 біла тура · e4 чорний пішак · f4 чорний король · h4 білий король · a3 чорна тура · e3 чорний пішак · h3 біла тура · b2 чорний слон · c2 чорний пішак · f2 білий пішак · d1 чорна тура | c8 чорний ферзь · d8 чорний кінь · a7 чорний кінь · c7 білий кінь · f7 чорний слон · h7 чорний пішак · b6 чорний пішак · d6 білий слон · f6 білий пішак · g6 білий слон · h6 білий пішак · c5 білий кінь · d5 білий ферзь · e5 чорний пішак · f5 чорний пішак · h5 біла тура · e4 чорний пішак · f4 чорний король · h4 білий король · a3 чорна тура · e3 чорний пішак · h3 біла тура · b2 чорний слон · c2 чорний пішак · f2 білий пішак · d1 чорна тура | c8 чорний ферзь · d8 чорний кінь · a7 чорний кінь · c7 білий кінь · f7 чорний слон · h7 чорний пішак · b6 чорний пішак · d6 білий слон · f6 білий пішак · g6 білий слон · h6 білий пішак · c5 білий кінь · d5 білий ферзь · e5 чорний пішак · f5 чорний пішак · h5 біла тура · e4 чорний пішак · f4 чорний король · h4 білий король · a3 чорна тура · e3 чорний пішак · h3 біла тура · b2 чорний слон · c2 чорний пішак · f2 білий пішак · d1 чорна тура | c8 чорний ферзь · d8 чорний кінь · a7 чорний кінь · c7 білий кінь · f7 чорний слон · h7 чорний пішак · b6 чорний пішак · d6 білий слон · f6 білий пішак · g6 білий слон · h6 білий пішак · c5 білий кінь · d5 білий ферзь · e5 чорний пішак · f5 чорний пішак · h5 біла тура · e4 чорний пішак · f4 чорний король · h4 білий король · a3 чорна тура · e3 чорний пішак · h3 біла тура · b2 чорний слон · c2 чорний пішак · f2 білий пішак · d1 чорна тура | c8 чорний ферзь · d8 чорний кінь · a7 чорний кінь · c7 білий кінь · f7 чорний слон · h7 чорний пішак · b6 чорний пішак · d6 білий слон · f6 білий пішак · g6 білий слон · h6 білий пішак · c5 білий кінь · d5 білий ферзь · e5 чорний пішак · f5 чорний пішак · h5 біла тура · e4 чорний пішак · f4 чорний король · h4 білий король · a3 чорна тура · e3 чорний пішак · h3 біла тура · b2 чорний слон · c2 чорний пішак · f2 білий пішак · d1 чорна тура | c8 чорний ферзь · d8 чорний кінь · a7 чорний кінь · c7 білий кінь · f7 чорний слон · h7 чорний пішак · b6 чорний пішак · d6 білий слон · f6 білий пішак · g6 білий слон · h6 білий пішак · c5 білий кінь · d5 білий ферзь · e5 чорний пішак · f5 чорний пішак · h5 біла тура · e4 чорний пішак · f4 чорний король · h4 білий король · a3 чорна тура · e3 чорний пішак · h3 біла тура · b2 чорний слон · c2 чорний пішак · f2 білий пішак · d1 чорна тура | 5 |
| 4 | c8 чорний ферзь · d8 чорний кінь · a7 чорний кінь · c7 білий кінь · f7 чорний слон · h7 чорний пішак · b6 чорний пішак · d6 білий слон · f6 білий пішак · g6 білий слон · h6 білий пішак · c5 білий кінь · d5 білий ферзь · e5 чорний пішак · f5 чорний пішак · h5 біла тура · e4 чорний пішак · f4 чорний король · h4 білий король · a3 чорна тура · e3 чорний пішак · h3 біла тура · b2 чорний слон · c2 чорний пішак · f2 білий пішак · d1 чорна тура | c8 чорний ферзь · d8 чорний кінь · a7 чорний кінь · c7 білий кінь · f7 чорний слон · h7 чорний пішак · b6 чорний пішак · d6 білий слон · f6 білий пішак · g6 білий слон · h6 білий пішак · c5 білий кінь · d5 білий ферзь · e5 чорний пішак · f5 чорний пішак · h5 біла тура · e4 чорний пішак · f4 чорний король · h4 білий король · a3 чорна тура · e3 чорний пішак · h3 біла тура · b2 чорний слон · c2 чорний пішак · f2 білий пішак · d1 чорна тура | c8 чорний ферзь · d8 чорний кінь · a7 чорний кінь · c7 білий кінь · f7 чорний слон · h7 чорний пішак · b6 чорний пішак · d6 білий слон · f6 білий пішак · g6 білий слон · h6 білий пішак · c5 білий кінь · d5 білий ферзь · e5 чорний пішак · f5 чорний пішак · h5 біла тура · e4 чорний пішак · f4 чорний король · h4 білий король · a3 чорна тура · e3 чорний пішак · h3 біла тура · b2 чорний слон · c2 чорний пішак · f2 білий пішак · d1 чорна тура | c8 чорний ферзь · d8 чорний кінь · a7 чорний кінь · c7 білий кінь · f7 чорний слон · h7 чорний пішак · b6 чорний пішак · d6 білий слон · f6 білий пішак · g6 білий слон · h6 білий пішак · c5 білий кінь · d5 білий ферзь · e5 чорний пішак · f5 чорний пішак · h5 біла тура · e4 чорний пішак · f4 чорний король · h4 білий король · a3 чорна тура · e3 чорний пішак · h3 біла тура · b2 чорний слон · c2 чорний пішак · f2 білий пішак · d1 чорна тура | c8 чорний ферзь · d8 чорний кінь · a7 чорний кінь · c7 білий кінь · f7 чорний слон · h7 чорний пішак · b6 чорний пішак · d6 білий слон · f6 білий пішак · g6 білий слон · h6 білий пішак · c5 білий кінь · d5 білий ферзь · e5 чорний пішак · f5 чорний пішак · h5 біла тура · e4 чорний пішак · f4 чорний король · h4 білий король · a3 чорна тура · e3 чорний пішак · h3 біла тура · b2 чорний слон · c2 чорний пішак · f2 білий пішак · d1 чорна тура | c8 чорний ферзь · d8 чорний кінь · a7 чорний кінь · c7 білий кінь · f7 чорний слон · h7 чорний пішак · b6 чорний пішак · d6 білий слон · f6 білий пішак · g6 білий слон · h6 білий пішак · c5 білий кінь · d5 білий ферзь · e5 чорний пішак · f5 чорний пішак · h5 біла тура · e4 чорний пішак · f4 чорний король · h4 білий король · a3 чорна тура · e3 чорний пішак · h3 біла тура · b2 чорний слон · c2 чорний пішак · f2 білий пішак · d1 чорна тура | c8 чорний ферзь · d8 чорний кінь · a7 чорний кінь · c7 білий кінь · f7 чорний слон · h7 чорний пішак · b6 чорний пішак · d6 білий слон · f6 білий пішак · g6 білий слон · h6 білий пішак · c5 білий кінь · d5 білий ферзь · e5 чорний пішак · f5 чорний пішак · h5 біла тура · e4 чорний пішак · f4 чорний король · h4 білий король · a3 чорна тура · e3 чорний пішак · h3 біла тура · b2 чорний слон · c2 чорний пішак · f2 білий пішак · d1 чорна тура | c8 чорний ферзь · d8 чорний кінь · a7 чорний кінь · c7 білий кінь · f7 чорний слон · h7 чорний пішак · b6 чорний пішак · d6 білий слон · f6 білий пішак · g6 білий слон · h6 білий пішак · c5 білий кінь · d5 білий ферзь · e5 чорний пішак · f5 чорний пішак · h5 біла тура · e4 чорний пішак · f4 чорний король · h4 білий король · a3 чорна тура · e3 чорний пішак · h3 біла тура · b2 чорний слон · c2 чорний пішак · f2 білий пішак · d1 чорна тура | 4 |
| 3 | c8 чорний ферзь · d8 чорний кінь · a7 чорний кінь · c7 білий кінь · f7 чорний слон · h7 чорний пішак · b6 чорний пішак · d6 білий слон · f6 білий пішак · g6 білий слон · h6 білий пішак · c5 білий кінь · d5 білий ферзь · e5 чорний пішак · f5 чорний пішак · h5 біла тура · e4 чорний пішак · f4 чорний король · h4 білий король · a3 чорна тура · e3 чорний пішак · h3 біла тура · b2 чорний слон · c2 чорний пішак · f2 білий пішак · d1 чорна тура | c8 чорний ферзь · d8 чорний кінь · a7 чорний кінь · c7 білий кінь · f7 чорний слон · h7 чорний пішак · b6 чорний пішак · d6 білий слон · f6 білий пішак · g6 білий слон · h6 білий пішак · c5 білий кінь · d5 білий ферзь · e5 чорний пішак · f5 чорний пішак · h5 біла тура · e4 чорний пішак · f4 чорний король · h4 білий король · a3 чорна тура · e3 чорний пішак · h3 біла тура · b2 чорний слон · c2 чорний пішак · f2 білий пішак · d1 чорна тура | c8 чорний ферзь · d8 чорний кінь · a7 чорний кінь · c7 білий кінь · f7 чорний слон · h7 чорний пішак · b6 чорний пішак · d6 білий слон · f6 білий пішак · g6 білий слон · h6 білий пішак · c5 білий кінь · d5 білий ферзь · e5 чорний пішак · f5 чорний пішак · h5 біла тура · e4 чорний пішак · f4 чорний король · h4 білий король · a3 чорна тура · e3 чорний пішак · h3 біла тура · b2 чорний слон · c2 чорний пішак · f2 білий пішак · d1 чорна тура | c8 чорний ферзь · d8 чорний кінь · a7 чорний кінь · c7 білий кінь · f7 чорний слон · h7 чорний пішак · b6 чорний пішак · d6 білий слон · f6 білий пішак · g6 білий слон · h6 білий пішак · c5 білий кінь · d5 білий ферзь · e5 чорний пішак · f5 чорний пішак · h5 біла тура · e4 чорний пішак · f4 чорний король · h4 білий король · a3 чорна тура · e3 чорний пішак · h3 біла тура · b2 чорний слон · c2 чорний пішак · f2 білий пішак · d1 чорна тура | c8 чорний ферзь · d8 чорний кінь · a7 чорний кінь · c7 білий кінь · f7 чорний слон · h7 чорний пішак · b6 чорний пішак · d6 білий слон · f6 білий пішак · g6 білий слон · h6 білий пішак · c5 білий кінь · d5 білий ферзь · e5 чорний пішак · f5 чорний пішак · h5 біла тура · e4 чорний пішак · f4 чорний король · h4 білий король · a3 чорна тура · e3 чорний пішак · h3 біла тура · b2 чорний слон · c2 чорний пішак · f2 білий пішак · d1 чорна тура | c8 чорний ферзь · d8 чорний кінь · a7 чорний кінь · c7 білий кінь · f7 чорний слон · h7 чорний пішак · b6 чорний пішак · d6 білий слон · f6 білий пішак · g6 білий слон · h6 білий пішак · c5 білий кінь · d5 білий ферзь · e5 чорний пішак · f5 чорний пішак · h5 біла тура · e4 чорний пішак · f4 чорний король · h4 білий король · a3 чорна тура · e3 чорний пішак · h3 біла тура · b2 чорний слон · c2 чорний пішак · f2 білий пішак · d1 чорна тура | c8 чорний ферзь · d8 чорний кінь · a7 чорний кінь · c7 білий кінь · f7 чорний слон · h7 чорний пішак · b6 чорний пішак · d6 білий слон · f6 білий пішак · g6 білий слон · h6 білий пішак · c5 білий кінь · d5 білий ферзь · e5 чорний пішак · f5 чорний пішак · h5 біла тура · e4 чорний пішак · f4 чорний король · h4 білий король · a3 чорна тура · e3 чорний пішак · h3 біла тура · b2 чорний слон · c2 чорний пішак · f2 білий пішак · d1 чорна тура | c8 чорний ферзь · d8 чорний кінь · a7 чорний кінь · c7 білий кінь · f7 чорний слон · h7 чорний пішак · b6 чорний пішак · d6 білий слон · f6 білий пішак · g6 білий слон · h6 білий пішак · c5 білий кінь · d5 білий ферзь · e5 чорний пішак · f5 чорний пішак · h5 біла тура · e4 чорний пішак · f4 чорний король · h4 білий король · a3 чорна тура · e3 чорний пішак · h3 біла тура · b2 чорний слон · c2 чорний пішак · f2 білий пішак · d1 чорна тура | 3 |
| 2 | c8 чорний ферзь · d8 чорний кінь · a7 чорний кінь · c7 білий кінь · f7 чорний слон · h7 чорний пішак · b6 чорний пішак · d6 білий слон · f6 білий пішак · g6 білий слон · h6 білий пішак · c5 білий кінь · d5 білий ферзь · e5 чорний пішак · f5 чорний пішак · h5 біла тура · e4 чорний пішак · f4 чорний король · h4 білий король · a3 чорна тура · e3 чорний пішак · h3 біла тура · b2 чорний слон · c2 чорний пішак · f2 білий пішак · d1 чорна тура | c8 чорний ферзь · d8 чорний кінь · a7 чорний кінь · c7 білий кінь · f7 чорний слон · h7 чорний пішак · b6 чорний пішак · d6 білий слон · f6 білий пішак · g6 білий слон · h6 білий пішак · c5 білий кінь · d5 білий ферзь · e5 чорний пішак · f5 чорний пішак · h5 біла тура · e4 чорний пішак · f4 чорний король · h4 білий король · a3 чорна тура · e3 чорний пішак · h3 біла тура · b2 чорний слон · c2 чорний пішак · f2 білий пішак · d1 чорна тура | c8 чорний ферзь · d8 чорний кінь · a7 чорний кінь · c7 білий кінь · f7 чорний слон · h7 чорний пішак · b6 чорний пішак · d6 білий слон · f6 білий пішак · g6 білий слон · h6 білий пішак · c5 білий кінь · d5 білий ферзь · e5 чорний пішак · f5 чорний пішак · h5 біла тура · e4 чорний пішак · f4 чорний король · h4 білий король · a3 чорна тура · e3 чорний пішак · h3 біла тура · b2 чорний слон · c2 чорний пішак · f2 білий пішак · d1 чорна тура | c8 чорний ферзь · d8 чорний кінь · a7 чорний кінь · c7 білий кінь · f7 чорний слон · h7 чорний пішак · b6 чорний пішак · d6 білий слон · f6 білий пішак · g6 білий слон · h6 білий пішак · c5 білий кінь · d5 білий ферзь · e5 чорний пішак · f5 чорний пішак · h5 біла тура · e4 чорний пішак · f4 чорний король · h4 білий король · a3 чорна тура · e3 чорний пішак · h3 біла тура · b2 чорний слон · c2 чорний пішак · f2 білий пішак · d1 чорна тура | c8 чорний ферзь · d8 чорний кінь · a7 чорний кінь · c7 білий кінь · f7 чорний слон · h7 чорний пішак · b6 чорний пішак · d6 білий слон · f6 білий пішак · g6 білий слон · h6 білий пішак · c5 білий кінь · d5 білий ферзь · e5 чорний пішак · f5 чорний пішак · h5 біла тура · e4 чорний пішак · f4 чорний король · h4 білий король · a3 чорна тура · e3 чорний пішак · h3 біла тура · b2 чорний слон · c2 чорний пішак · f2 білий пішак · d1 чорна тура | c8 чорний ферзь · d8 чорний кінь · a7 чорний кінь · c7 білий кінь · f7 чорний слон · h7 чорний пішак · b6 чорний пішак · d6 білий слон · f6 білий пішак · g6 білий слон · h6 білий пішак · c5 білий кінь · d5 білий ферзь · e5 чорний пішак · f5 чорний пішак · h5 біла тура · e4 чорний пішак · f4 чорний король · h4 білий король · a3 чорна тура · e3 чорний пішак · h3 біла тура · b2 чорний слон · c2 чорний пішак · f2 білий пішак · d1 чорна тура | c8 чорний ферзь · d8 чорний кінь · a7 чорний кінь · c7 білий кінь · f7 чорний слон · h7 чорний пішак · b6 чорний пішак · d6 білий слон · f6 білий пішак · g6 білий слон · h6 білий пішак · c5 білий кінь · d5 білий ферзь · e5 чорний пішак · f5 чорний пішак · h5 біла тура · e4 чорний пішак · f4 чорний король · h4 білий король · a3 чорна тура · e3 чорний пішак · h3 біла тура · b2 чорний слон · c2 чорний пішак · f2 білий пішак · d1 чорна тура | c8 чорний ферзь · d8 чорний кінь · a7 чорний кінь · c7 білий кінь · f7 чорний слон · h7 чорний пішак · b6 чорний пішак · d6 білий слон · f6 білий пішак · g6 білий слон · h6 білий пішак · c5 білий кінь · d5 білий ферзь · e5 чорний пішак · f5 чорний пішак · h5 біла тура · e4 чорний пішак · f4 чорний король · h4 білий король · a3 чорна тура · e3 чорний пішак · h3 біла тура · b2 чорний слон · c2 чорний пішак · f2 білий пішак · d1 чорна тура | 2 |
| 1 | c8 чорний ферзь · d8 чорний кінь · a7 чорний кінь · c7 білий кінь · f7 чорний слон · h7 чорний пішак · b6 чорний пішак · d6 білий слон · f6 білий пішак · g6 білий слон · h6 білий пішак · c5 білий кінь · d5 білий ферзь · e5 чорний пішак · f5 чорний пішак · h5 біла тура · e4 чорний пішак · f4 чорний король · h4 білий король · a3 чорна тура · e3 чорний пішак · h3 біла тура · b2 чорний слон · c2 чорний пішак · f2 білий пішак · d1 чорна тура | c8 чорний ферзь · d8 чорний кінь · a7 чорний кінь · c7 білий кінь · f7 чорний слон · h7 чорний пішак · b6 чорний пішак · d6 білий слон · f6 білий пішак · g6 білий слон · h6 білий пішак · c5 білий кінь · d5 білий ферзь · e5 чорний пішак · f5 чорний пішак · h5 біла тура · e4 чорний пішак · f4 чорний король · h4 білий король · a3 чорна тура · e3 чорний пішак · h3 біла тура · b2 чорний слон · c2 чорний пішак · f2 білий пішак · d1 чорна тура | c8 чорний ферзь · d8 чорний кінь · a7 чорний кінь · c7 білий кінь · f7 чорний слон · h7 чорний пішак · b6 чорний пішак · d6 білий слон · f6 білий пішак · g6 білий слон · h6 білий пішак · c5 білий кінь · d5 білий ферзь · e5 чорний пішак · f5 чорний пішак · h5 біла тура · e4 чорний пішак · f4 чорний король · h4 білий король · a3 чорна тура · e3 чорний пішак · h3 біла тура · b2 чорний слон · c2 чорний пішак · f2 білий пішак · d1 чорна тура | c8 чорний ферзь · d8 чорний кінь · a7 чорний кінь · c7 білий кінь · f7 чорний слон · h7 чорний пішак · b6 чорний пішак · d6 білий слон · f6 білий пішак · g6 білий слон · h6 білий пішак · c5 білий кінь · d5 білий ферзь · e5 чорний пішак · f5 чорний пішак · h5 біла тура · e4 чорний пішак · f4 чорний король · h4 білий король · a3 чорна тура · e3 чорний пішак · h3 біла тура · b2 чорний слон · c2 чорний пішак · f2 білий пішак · d1 чорна тура | c8 чорний ферзь · d8 чорний кінь · a7 чорний кінь · c7 білий кінь · f7 чорний слон · h7 чорний пішак · b6 чорний пішак · d6 білий слон · f6 білий пішак · g6 білий слон · h6 білий пішак · c5 білий кінь · d5 білий ферзь · e5 чорний пішак · f5 чорний пішак · h5 біла тура · e4 чорний пішак · f4 чорний король · h4 білий король · a3 чорна тура · e3 чорний пішак · h3 біла тура · b2 чорний слон · c2 чорний пішак · f2 білий пішак · d1 чорна тура | c8 чорний ферзь · d8 чорний кінь · a7 чорний кінь · c7 білий кінь · f7 чорний слон · h7 чорний пішак · b6 чорний пішак · d6 білий слон · f6 білий пішак · g6 білий слон · h6 білий пішак · c5 білий кінь · d5 білий ферзь · e5 чорний пішак · f5 чорний пішак · h5 біла тура · e4 чорний пішак · f4 чорний король · h4 білий король · a3 чорна тура · e3 чорний пішак · h3 біла тура · b2 чорний слон · c2 чорний пішак · f2 білий пішак · d1 чорна тура | c8 чорний ферзь · d8 чорний кінь · a7 чорний кінь · c7 білий кінь · f7 чорний слон · h7 чорний пішак · b6 чорний пішак · d6 білий слон · f6 білий пішак · g6 білий слон · h6 білий пішак · c5 білий кінь · d5 білий ферзь · e5 чорний пішак · f5 чорний пішак · h5 біла тура · e4 чорний пішак · f4 чорний король · h4 білий король · a3 чорна тура · e3 чорний пішак · h3 біла тура · b2 чорний слон · c2 чорний пішак · f2 білий пішак · d1 чорна тура | c8 чорний ферзь · d8 чорний кінь · a7 чорний кінь · c7 білий кінь · f7 чорний слон · h7 чорний пішак · b6 чорний пішак · d6 білий слон · f6 білий пішак · g6 білий слон · h6 білий пішак · c5 білий кінь · d5 білий ферзь · e5 чорний пішак · f5 чорний пішак · h5 біла тура · e4 чорний пішак · f4 чорний король · h4 білий король · a3 чорна тура · e3 чорний пішак · h3 біла тура · b2 чорний слон · c2 чорний пішак · f2 білий пішак · d1 чорна тура | 1 |
|   | a | b | c | d | e | f | g | h |   |

1. Tg5! ~ 2. Tg4+ fg 3. D:e4 #
1. ... T:d5 2. S5e6+! D:e6 3. S:d5+ D:d5 4. T:f5 #
      2. ... L:e6 3. T:f5+ L:f5 4. S:d5 #
1. ... L:d5 2. Sd3+! Ta:d3 3. S:d5+ T:d5 4. fe #
      2. ... Td:d3 3. fe+ T:e3 4. S:d5 #
1. ... Tg1 2. De6! D:e6 3. Sd5+ D:d5 4. D:f5 #
      2. ... L:e6 3. T:f5+ L:f5 4. Sd5 #
1. ... L:g6 2. Dd3! Ta:d3 3. Sd5+ T:d5 4. fe #
      2. ... Td:d3 3. fe+ T:e3 4. Sd5 #
Тема виражена в синтезі з перекриттям Плахутти.